# Таріату-Чулуту
Таріату-Чулуту — вулканічне плато на північному сході Монголії за 250 км від Улан-Батора. Лежить на висоті 2400 м.

## Опис
Таріату-Чулуту розкинулося на базальтових лавах Байкальської рифтової зони. Лавові потоки охоплюють чотири віки від міоцену до голоцену, вони утворюють тераси уздовж річки Чулуту, плейстоценові базальти утворюють 40—60-метрові тераси в басейні Таріату. На заході цього вулканічного поля лежать шість шлакових конусів, включаючи вулкан Горго і Дзан Тологай.
Лава, що вивергалася з вулкана Горго, перекрила річку Чулуту. При цьому утворилося озеро Терхиїн-Цагаан-Нуур.

## Ресурси Інтернету
- Таріату-Чулуту. Global Volcanism Program. Смітсонівський інститут. (англ.)